# Sockerbruket Gripen

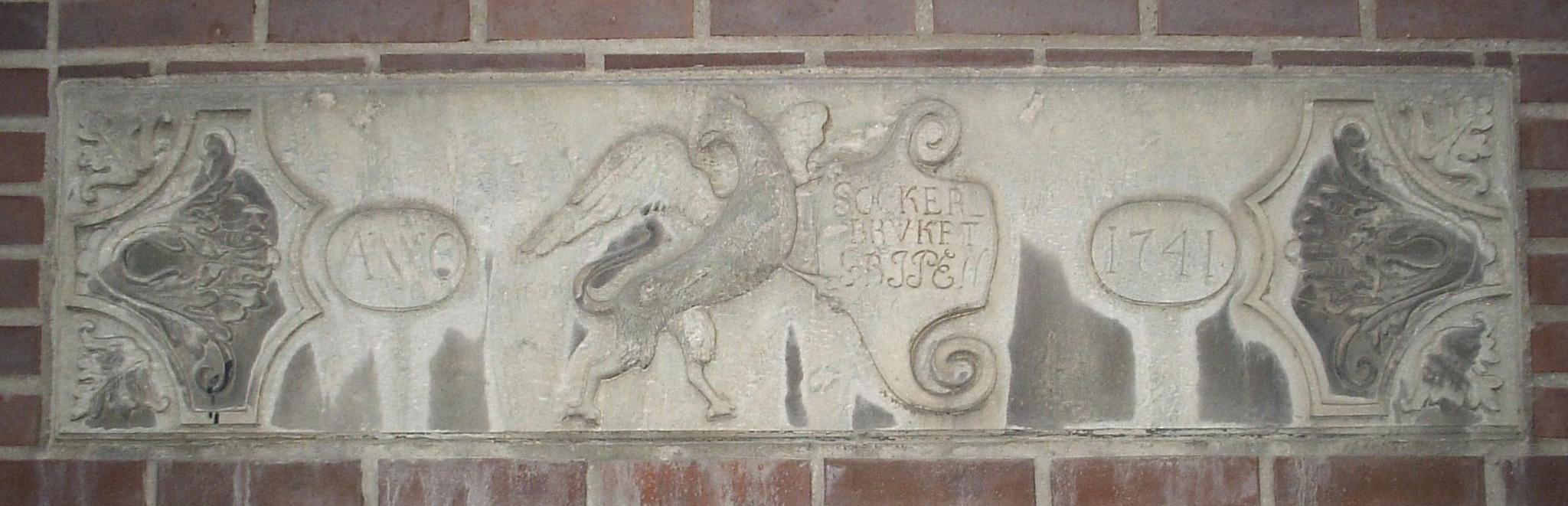
Sockerbruket Gripens logo

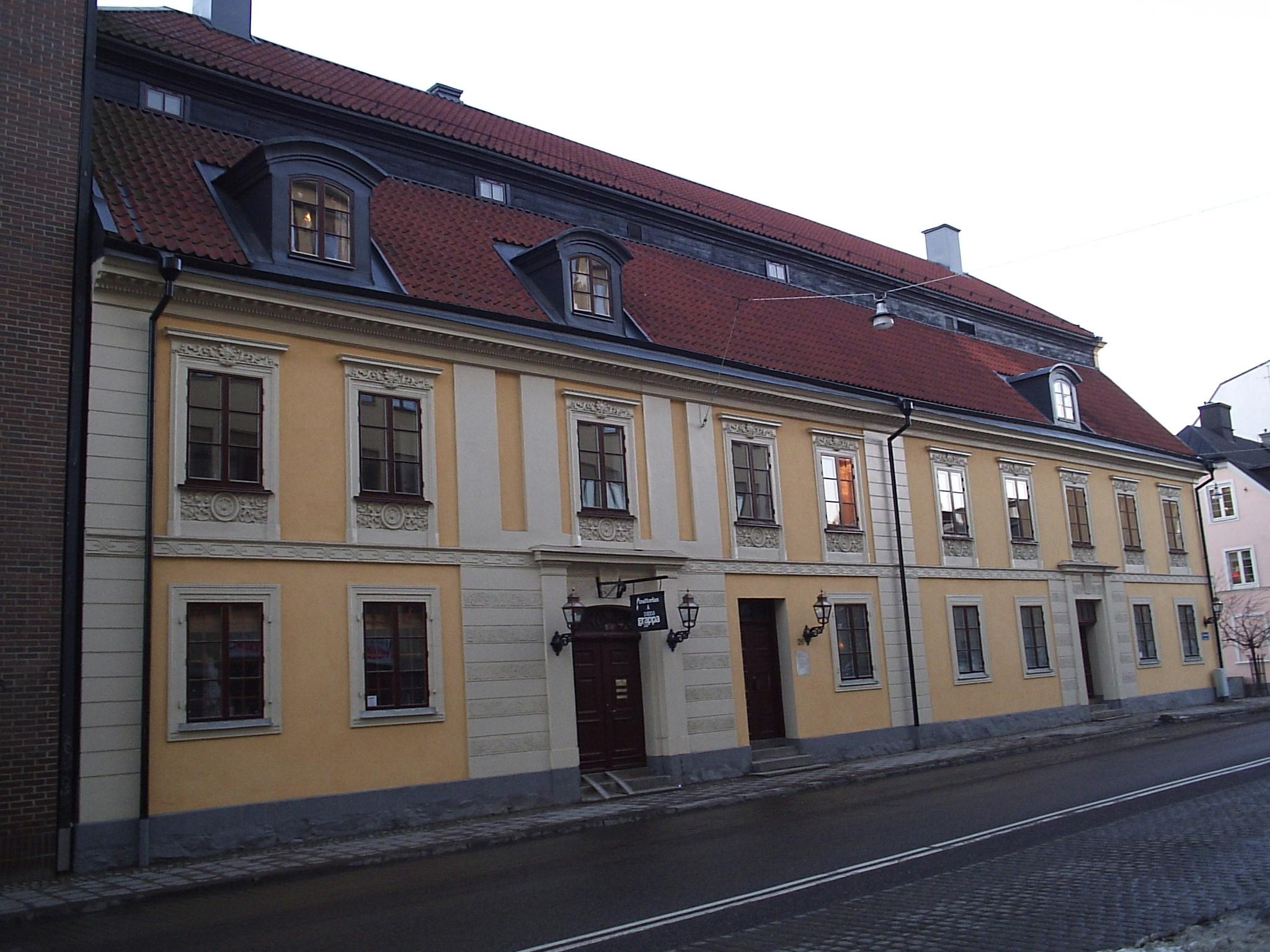
Sockermästarens hus, Gamla Rådstugugatan 26

Sockerbruket Gripen var ett sockerbruk i Norrköping.
Sockerbruket Gripen var ett av tre på 1740-talet anlagda sockerraffinaderier i Norrköping. Via England och Holland infördes rörsocker till Sverige, vilket raffinerades för konsumentförsäljning. Sockerbruket Gripen anlades 1740 och blev stadens största. Själva bruksbyggnaden, ritad av Johan Eberhard Carlberg, revs 1974, för en nybyggnad - ritad av arkitekt Bo Sundberg åt Televerket; numera är huset ombyggt för studentbostäder.

## Sockermästarens hus
Sockerbruket var en lönande industriverksamhet, vilket synes på tomten bredvid, där Sockermästarens hus är beläget vid Gamla Rådstugugatan 26 A och B. Det byggdes i två etapper, 1740-1741 och 1760, med Johan Eberhard Carlberg som arkitekt. Byggherre var sockerbruket Gripens ägare. Huset är 1971 ett byggnadsminne.
Brukspatronerna, bland annat Jacob von Leesen, bodde tidvis på övervåningen. På nedervåningen såldes sockerprodukter från bruket, och där fanns också lager och kontor. Efter att bruket lades ned 1913, har huset använts som bostäder, lager och kontor. Det fungerade ett tag som mäss åt Televerket efter en renovering 1974-75. Numera finns där en restaurang.
En del av Adolf Fredriks uppvaktning vid Norrköpings riksdag 1769 bodde i huset.

## Ägare
- fram till 1836: Diedrik Reder (1785-1847), gift 1827 med Beata Maria Eberstein (1802-54), dotter till Daniel Eberstein.
- från 1836: Diedrik Reders systerson Jacob von Leesen

## Övriga sockerbruk i Norrköping
De andra två sockerbruken i staden låg på Saltängen: Sockerbruket Planeten och Sockerbruket Patrioten. Bostadshuset Caspar Rodes palats, som Planetens grundare Casper Rode uppförde 1750 på granntomten, är bevarat.